# I. Marcell pápa
I. Szent Marcell (latinul: Marcellus), (kb. 255 – 309. január 16.) pápa volt a 30. egyházfő Rómában 308 májusától 309. január 16-ig.

## Élete
A Diocletianus indította vérengzések olyan nagy zavart keltettek az egyház életében, hogy új pápát csak az üldözések elülte után választhattak. Ez négy évnyi interregnum után következhetett be, 308 májusában. I. Marcell közel egy évig uralkodott, 309-ben ugyanis meghalt.
Maxentius császár uralkodása alatt választották meg a keresztény egyház vezetőjének, de hamar elvesztette népszerűségét. Az üldözések utáni egyházat ugyanis még jobban szétzilálta intézkedéseivel. Szigorú rendeleteket hozott azok ellen, akik az üldözések során megtagadták hitüket. A sok éven át sanyargatott nép nem erre várt a Szent Széktől, így nem is csoda, hogy hamarosan zavargások törtek ki Rómában, és 309 elején elűzték trónjáról I. Marcellt. A menekülő pápa még abban az évben meghalt.
Egy másik legenda szerint nem száműzték, hanem Maxentius császár istállójában rabszolgaként dolgoztatták. Évek múltán mégis szentté avatták. Ünnepét halála napján tartják, január 16-án.

## Művei
- Documenta Catholica Omnia (latin nyelven). (Hozzáférés: 2011. december 6.)